# Prism (альбом The Orb)
Prism — семнадцатый студийный альбом британской электронной группы The Orb, изданный 28 апреля 2023 года на лейбле Cooking Vinyl. В его записи приняли участие Youth, Violeta Vicci, Gaudi, David Harrow, Leandro Fresco, Jono Podmore и David Lofts, а также вокалисты Eric Von Skywalker, Andy Cain и Rachel D’arcy.
Альбом достиг 85-го места в британском хит-параде UK Albums Chart.

## История
Основной дуэт группы The Orb на этом альбоме состоит из основателя доктора Алекса Патерсона и новичка Майкла Рендалла, а в качестве приглашённых участников выступили Youth, Gaudi, Дэвид Хэрроу, Леандро Фреско и другие.

## Отзывы
| Совокупная оценка | Совокупная оценка |
| Источник          | Оценка            |
| ----------------- | ----------------- |
| Metacritic        | 65/100            |
| Оценки критиков   |                   |
| Источник          | Оценка            |
| AllMusic          | [ 4 ]             |
| The Arts Desk     | [ 6 ]             |
| Mojo              | [ 7 ]             |
| musicOMH          | [ 8 ]             |
| PopMatters        | 7/10              |
| Record Collector  | [ 10 ]            |
| The Scotsman      | [ 11 ]            |
| Uncut             | 6/10              |
| XS Noize          | [ 13 ]            |

Альбом получил положительные отзывы музыкальной критики и интернет-изданий.
Пол Симпсон из AllMusic отметил, что «Не столь политически мотивированный, как Abolition of the Royal Familia или другие альбомы, которые группа описывает как мирные протесты, Prism все же сохраняет беспокойство о будущем с такими названиями песен, как „Начало конца“ и „Жизнь в переработанные времена“. В итоге Prism получился таким же, как и два предыдущих альбома Orb — ещё один эклектичный микс, в котором есть несколько забавных идей, но он не так сфокусирован, как лучшие работы группы».

## Список композиций
| №                   | Название                                                                                          | Длительность |
| ------------------- | ------------------------------------------------------------------------------------------------- | ------------ |
| 1.                  | «H.O.M.E (High Orbs Mini Earths)»                                                                 | 10:34        |
| 2.                  | «Why Can You Be in Two Places at Once, When You Can't Be Anywhere at All...» (Where's Gary's Mix) | 7:40         |
| 3.                  | «A Ghetto Love Story»                                                                             | 6:11         |
| 4.                  | «Picking Tea Leaves & Chasing Butterflies»                                                        | 6:13         |
| 5.                  | «Tiger»                                                                                           | 4:32         |
| 6.                  | «Dragon of the Ocean» (Dogon Mix)                                                                 | 6:10         |
| 7.                  | «The Beginning of the End»                                                                        | 8:29         |
| 8.                  | «Living in Recycled Times» (при участии Rachel D'Arcy)                                            | 10:27        |
| 9.                  | «Prism»                                                                                           | 9:44         |
| Общая длительность: | Общая длительность:                                                                               | 70:00        |

## Чарты
| Чарт (2023)                                  | Высшая позиция |
| -------------------------------------------- | -------------- |
| Шотландия (Scottish Albums Chart)            | 17             |
| Великобритания (UK Albums Chart)             | 85             |
| Великобритания (UK Dance Albums Chart)       | 1              |
| Великобритания (UK Independent Albums Chart) | 8              |